# Nancy Walker
Nancy Walker (nascuda Anna Myrtle Swoyer, 10 de maig de 1922 - 25 de març de 1992) va ser una actriu i comediant nord-americana de teatre, cinema i televisió. També va ser directora de cinema i televisió (com per exemple de The Mary Tyler Moore Show, on també va fer diverses aparicions com a convidada). Durant la seva llarga carrera de cinc dècades, se la recorda pels seus llargs papers com a Mildred a McMillan & Wife i Ida Morgenstern, que van aparèixer per primera vegada en diversos episodis de The Mary Tyler Moore Show i més tard es va convertir en un destacat personatge recurrent sèrie derivada Rhoda.

## Inicis
Walker va néixer el 1922 a Filadèlfia, Pennsilvània, la majot de dues filles de l'intèrpret de vodevil Dewey Barto (nascut Stewart Steven Swoyer; 1896–1973) i Myrtle Flemming Lawler (6 de gener de 1898 - 2 de gener de 1931), ballarina. La parella es va casar a Manhattan el 1919.
Nancy Walker i el seu pare només feien 1,50 m d'altura. La seva germana menor, Betty Lou (nascuda el 1930), que va tenir una breu carrera musical, es va casar amb Richard France el 1952. No és clar si Betty Lou encara viu. Algunes fonts citen el 2012 com l'any de la seva mort, mentre que altres fonts genealògiques l'han combinada amb una intèrpret completament diferent, la cantant Eileen Barton.

## Carrera com a actriu

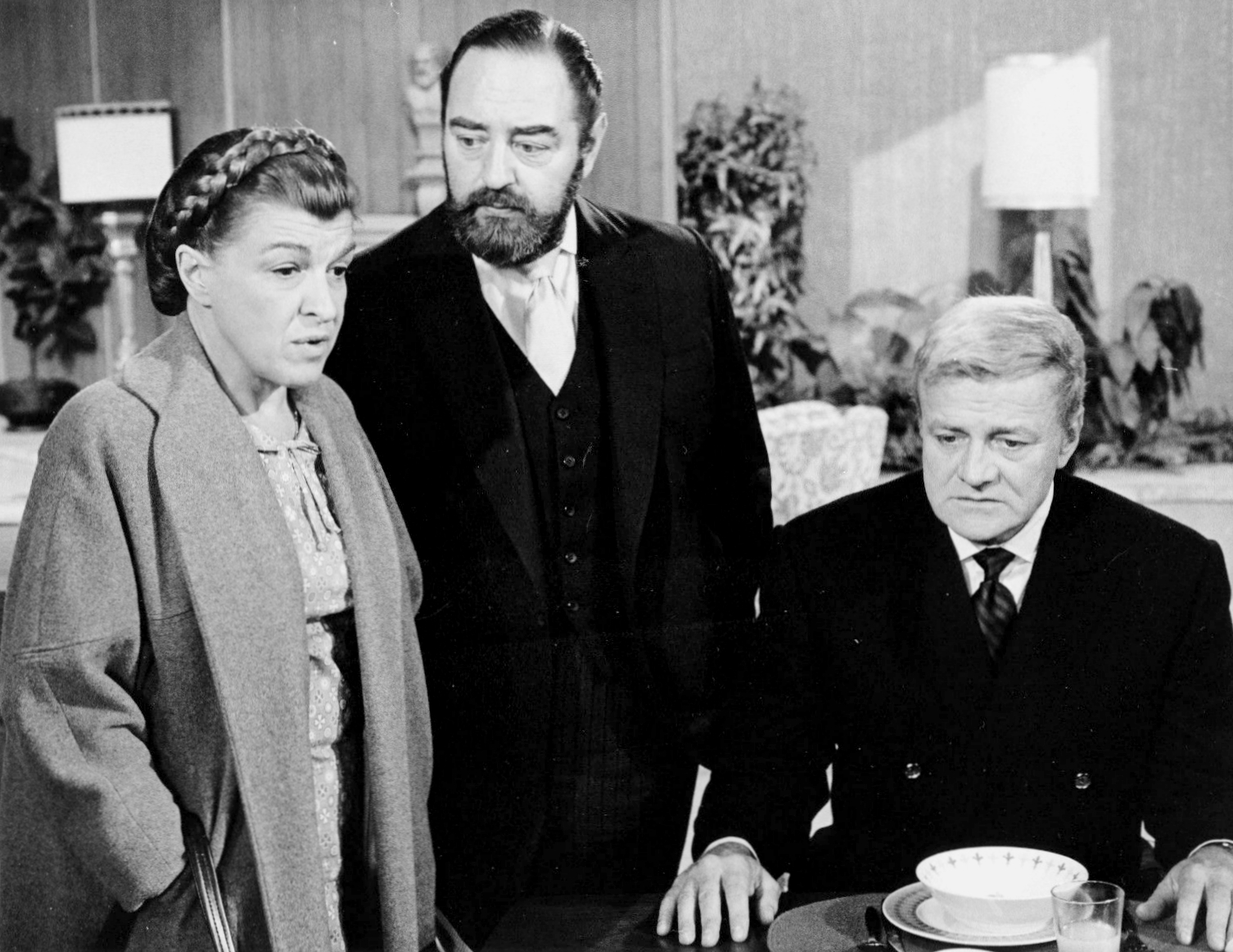
Nancy Walker, Sebastian Cabot i Brian Keith a Family Affair (1970)

El 1937, com a "Nan Barto", Walker va aparèixer als programes de ràdio de la NBC Coast to Coast On A Bus i Our Barn Va debutar a Broadway el 1941 a Best Foot Forward. El paper li va proporcionar a Walker el seu debut al cinema quan va signar un contracte amb la Metro-Goldwyn-Mayer per fer una versió cinematogràfica, protagonitzada per Lucille Ball (filmada el 1943). El 1943, també va aparèixer amb Mickey Rooney i Judy Garland en la segona versió cinematogràfica de Girl Crazy. La seva següent pel·lícula, Broadway Rhythm, en què tenia un número musical amb el suport de Tommy Dorsey and His Orchestra, "Milkman, Keep These Bottles Quiet", va acabar amb el contracte de Walker amb Metro.
El seu talent còmic li va permetre continuar actuant al llarg dels anys quaranta i cinquanta, originant els papers de Hildy Eszterhazy ("I Can Cook, Too!") a On the Town (1944) i Lily Malloy a Look Ma, I'm Dancin'! (1948) a Broadway. Va ser nominada al premi Tony el 1956 pel seu treball a la revista musical Phoenix '55, i de nou el 1960 per la seva actuació a Do Re Mi, al costat de Phil Silvers.
Walker també va protagonitzar la comèdia musical de Broadway Copper and Brass el 1957, i va aparèixer a la producció de Wonderful Town. del 1958 a Wonderful Town. Per al revival de principis dels anys setanta del tema A Funny Thing Happened on the Way to the Forum, va aparèixer de nou davant de Silvers, interpretant el personatge de Domina. A causa de les seves responsabilitats contractuals de televisió, no va poder transferir-se amb el programa a Broadway. Les seves aparicions musicals van provocar estrenes discogràfiques, incloent I Hate Men (1959; amb Sid Bass i la seva orquestra), amb cançons com "I'm Gonna Wash That Man Right Outa My Hair" i "You Irritate Me So"); a la portada apareixia Walker punxant agulles a ninots masculins.

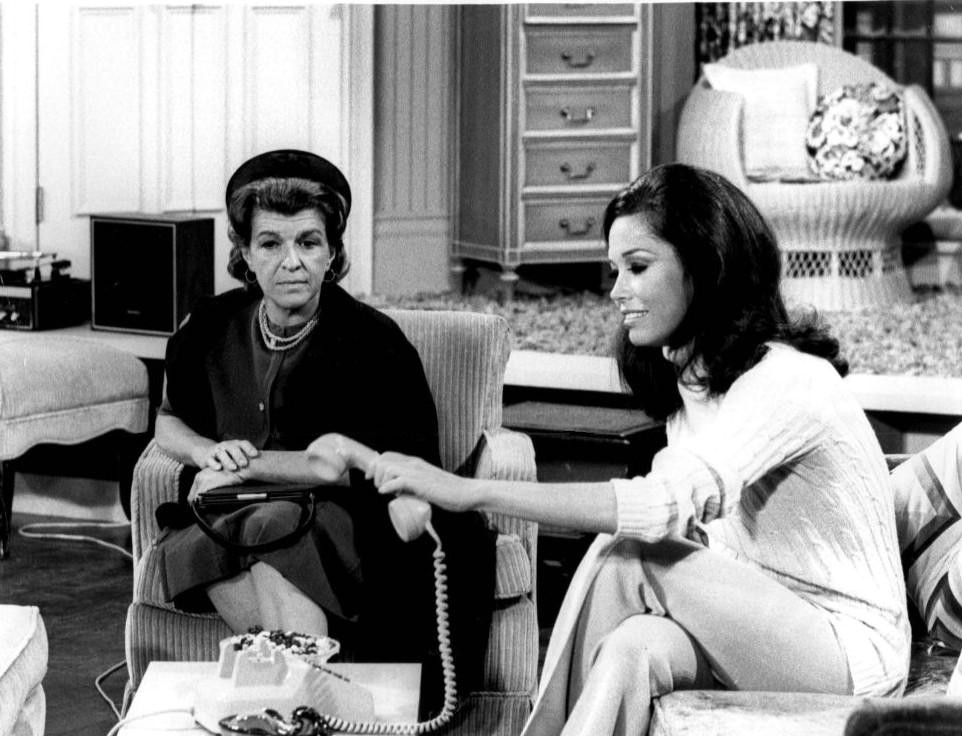
Primera aparició de Walker com a Ida Morgenstern a The Mary Tyler Moore Show, 1970

Després de dotzenes d'aparicions com a convidada a la televisió i de papers recurrents, li van proporcionar un treball constant. La seva carrera es va estendre durant cinc dècades i va incloure comèdies, drames i programes de varietats televisius com Faye Emerson's Wonderful Town, The Garry Moore Show i The Carol Burnett Show.
En la temporada 1960-61 la televisió, va aparèixer en dos episodis de The Tab Hunter Show a la NBC. El 1970, va aconseguir un paper recurrent com Emily, la mestressa de casa, a la sèrie de televisió Family Affair, protagonitzada per Brian Keith. No obstant això, després de quatre temporades, les classificacions de Family Affair havien caigut enfront del popular The Flip Wilson Show, de NBC, i la sèrie va ser cancel·lada al final d'aquella temporada.
El 1970, també va fer la seva primera aparició interpretant a Ida Morgenstern, la mare del personatge de Valerie Harper, Rhoda Morgenstern, a la primera temporada de The Mary Tyler Moore Show. El paper va resultar ser ideal per a ella. L'episodi que va introduir el seu personatge, "Support Your Local Mother", va ser tan ben rebut que va guanyar un Emmy per la seva millor escriptura en una sèrie de comèdia per a James L. Brooks i Allan Burns. Després, Walker es va convertir en una estrella convidada anual al programa durant els propers tres anys. Quan es va estrenar la sèrie derivada de MTM, Rhoda, el 1974, Walker era membre del repartiment habitual.
Del 1971 al 1976 va ser habitual a la sèrie de detectius protagonitzada per Rock Hudson McMillan & Wife, interpretant a la mestressa de casa dels McMillans, Mildred. Durant els dos primers anys de Rhoda, Walker no apareixia cada setmana, de manera que va ser capaç de transbordar entre la comèdia de la CBS i la sèrie de detectius NBC. Aquests dos papers li van portar set nominacions als premis Emmy. El 1976, ABC-TV va oferir a Walker un contracte per encapçalar la seva pròpia sèrie, The Nancy Walker Show, que va ser produïda per la productora de Norman Lear, on va actuar com a Nancy Kittredge, una agent de talent. Walker va aparèixer en un episodi de la segona temporada de The Muppet Show.
Abans de filmar el primer episodi de la sèrie, Walker va fer la seva única aparició a Rhoda durant la temporada 1976-77. A l'estrena de la temporada, "La separació", Rhoda (Valerie Harper) i el seu marit Joe (David Groh) decideixen separar-se. Rhoda intenta mantenir les notícies de la seva mare Ida (Walker) ja que Ida està a punt d'emprendre un viatge d'un any per Amèrica amb el pare de Rhoda (Harold Gould). Ida descobreix la veritat de Rhoda abans de la marxa d'Ida. Per la seva interpretació en aquest episodi, Walker va ser nominada al Premi Emmy per interpretació única destacada per una actriu secundària en una sèrie de comèdia o drama. The Nancy Walker Show es va estrenar a ABC-TV a finals de setembre de 1976. Va rebre males crítiques i baixes puntuacions i es va cancel·lar el desembre de 1976.
Gairebé immediatament, Garry Marshall va signar Walker per una altra sèrie, Blansky's Beauties. El personatge principal de la sèrie es va presentar una setmana abans de l'estrena de la sèrie en un episodi de la exitosa sitcom, Happy Days. El programa es va estrenar a ABC-TV el febrer de 1977 amb Walker interpretant a Nancy Blansky, mare del grup d'unes showgirls de Las Vegas. No va poder trobar públic i va ser cancel·lat el maig de 1977, donant a Walker la distinció poc envejable de ser en dues sèries fallides el mateix any. Va tornar a Rhoda a principis de la temporada 1977–78 (donant al programa un impuls molt necessari en les qualificacions, que havien caigut l'any anterior), i es va mantenir amb la sèrie durant la resta de la seva carrera. Durant aquest temps, va començar a dirigir, incloent episodis de The Mary Tyler Moore Show, Rhoda, 13 Queens Boulevard i Alice.
Un dels últims grans papers en el cinema de Walker va ser en la comèdia de 1976 Murder by Death. Ella va continuar a romandre actiu en l'espectacle fins a la seva mort, interpretant Rosie, una cambrera de Nova Jersey en una sèrie d'anuncis publicitaris per a les tovalloles de paper Bounty a partir del 1970-1990. Ella va ajudar a convertir el lema del producte, "la part superior més ràpida de selecció", una frase habitual. Va acreditar als anuncis de tovalloles que li van atorgar el paper d'Ida Morgenstern.
Entre les seves últimes aparicions com a convidat en una sèrie de televisió hi havia el paper recurrent de "Aunt Angela", la germana vídua de Sophia Petrillo (Estelle Getty), a The Golden Girls, per la qual va rebre una nova nominació als premis Emmy. La creadora de Golden Girls, Susan Harris va llançar Walker al costat de Bruce Weitz en el seu projecte de sitcom de la cadena NBC Mama's Boy, que es va emetre com a sis especials de comèdia durant la temporada 1987-88, però que mai va assolir l'estatus de sèrie.
El 1990, Walker va començar a protagonitzar la sitcom True Colors de Fox com Sara Bower, la mare descarada d'Ellen Davis Freeman (Stephanie Faracy), que es trasllada a la casa d'Ellen tot i tenir objeccions al matrimoni interracial de la seva filla. El 1990, Walker va aparèixer com ella mateixa a l'episodi de Columbo "Uneasy Lies the Crown".

## Carrera de direcció
Walker havia estat estrella convidada com la mare de Rhoda Ida Morgenstern en diversos episodis de la sitcom The Mary Tyler Moore Show i va continuar aquest paper en el seu spin-off Rhoda. Després d'establir el personatge, Walker va dirigir alguns episodis de les dues sèries, juntament amb episodis d'altres sèries de comèdia de situació.
El 1980, Walker va debutar en la direcció d'un llargmetratge, dirigint el grup disco The Village People i l'olímpic Bruce Jenner en el musical pseudo-autobiogràfic Can't Stop the Music. La pel·lícula va ser un fracàs de taquilla i la única experiència de Walker en la direcció d'un llargmetratge. Després de la pel·lícula, va dirigir teatre i televisió, inclosos tres episodis de la comèdia de situació Alice.

## Mort
Fumadora de tota la vida, Walker va morir de càncer de pulmó a Studio City, Los Angeles, el 25 de març de 1992, als 69 anys. Fins poc abans de morir, havia continuat treballant a True Colors, però només havia aparegut a la meitat del segon episodis de la temporada a causa del seu deteriorament de la salut. Va ser incinerada i les seves cendres es van escampar a les Illes Verges.

## Vida personal
Nancy Walker es va casar dues vegades. Va tenir una filla, Miranda, amb el seu segon marit, el professor de teatre musical David Craig. David Craig va morir el 1998 a l'edat de 75 anys a causa d'un càncer de pulmó. Miranda Craig (nascuda el 30 de juny de 1953) va ser una redactora publicitària que va morir als 47 anys per causes no revelades el 24 d'agost del 2000.
Walker també va ser una íntima amiga de l'actor Montgomery Clift. La seva biògrafa Patricia Bosworth va declarar que els dos es van conèixer el 1948, però no es van convertir en bons amics fins deu anys després, després de l'accident de trànsit que desfigurà a Clift. Bosworth afegeix que Walker el mantindria com el seu amic més estimat la resta de la seva vida; la seva relació era de suport mutu, mentre que la majoria dels amics de Clift van suposar que calia tenir-lo en compte, o bé deixar-lo sol, Walker va afirmar que "calia que el necessitessin". Ella també va dir: "Em va agradar més la seva cara després de l'accident; la seva força va brillar ". Clift va sobrenomenar amics pels quals sentia un especial afecte i va anomenar Walker "Nanny".
Walker va ser un demòcrata que va donar suport a la campanya d'Adlai Stevenson durant les eleccions presidencials de 1952

## Filmografia
| Film      | Film                                     | Film                 | Film                                                 |
| Any       | Títol                                    | Paper                | Notes                                                |
| --------- | ---------------------------------------- | -------------------- | ---------------------------------------------------- |
| 1943      | Best Foot Forward                        | Nancy – Blind Date   |                                                      |
| 1943      | Girl Crazy                               | Polly Williams       |                                                      |
| 1944      | Broadway Rhythm                          | Trixie Simpson       |                                                      |
| 1954      | Lucky Me                                 | Flo Neely            |                                                      |
| 1972      | Stand Up and Be Counted                  | Agnes                |                                                      |
| 1973      | The World's Greatest Athlete             | Mrs. Petersen        |                                                      |
| 1973      | 40 Carats                                | Mrs. Margie Margolin |                                                      |
| 1975      | Death Scream                             | Mrs. Jacobs          |                                                      |
| 1976      | Won Ton Ton, the Dog Who Saved Hollywood | Mrs. Fromberg        |                                                      |
| 1976      | Murder by Death                          | Maid                 |                                                      |
| Televisió |                                          |                      |                                                      |
| Any       | Títol                                    | Paper                | Notes                                                |
| 1959–1964 | The Garry Moore Show                     | Ella mateixa         | Estrella convidada habitual (13 Episodis)            |
| 1960      | The Tab Hunter Show                      | Buddy Parker         | Episodi: "I Love a Marine"                           |
| 1970–1971 | Family Affair                            | Emily Turner         | Paper recurrent (6 Episodis)                         |
| 1971–1974 | The Mary Tyler Moore Show                | Ida Morgenstern      | Paper recurrent (4 Episodis)                         |
| 1971–1976 | McMillan & Wife                          | Mildred              | Repartiment principal (32 Episodis)                  |
| 1973      | The Partridge Family                     | Mrs. Applebaum       | Episodi: "Aspirin at 7, dinner at 8"                 |
| 1974      | Thursday's Game                          | Mrs. Bender          | Television film                                      |
| 1974–1978 | Rhoda                                    | Ida Morgenstern      | Repartiment principal (42 Episodis)                  |
| 1976–1977 | The Nancy Walker Show                    | Nancy Kitteridge     | Repartiment principal (13 Episodis)                  |
| 1977      | Blansky's Beauties                       | Nancy Blansky        | Personatge princiap (13 Episodis)                    |
| 1977      | The Muppet Show                          | Ella mateixa         | Estrella convidada del 5è episodi de la 2a temporada |
| 1978      | Fantasy Island                           | Mumsy                | Episodi: "The Common Man"                            |
| 1982      | Trapper John, M.D.                       | Harriett Krieger     | Episodi: "42"                                        |
| 1987      | The Golden Girls                         | Angela               | Recurring role (2 Episodis)                          |
| 1987–1988 | Mama's Boy                               | Molly McCaskey       | Repartiment principal (6 Episodis)                   |
| 1989      | Newhart                                  | Aunt Louise          | Episodi: "Attack of the Killer Aunt"                 |
| 1990      | Columbo                                  | Ella mateixa         | Episodi: "Uneasy Lies the Crown"                     |
| 1990–1992 | True Colors                              | Sara Bower           | Repartiment principal (46 Episodis)                  |

## Teatre
- Best Foot Forward (1941)
- On the Town (1944–1946)
- Barefoot Boy with Cheek (1947)
- Look Ma, I'm Dancin'! (1948)
- Along Fifth Avenue (1949)
- The Roaring Girl (1951)
- Pal Joey (1952; succeeding Helen Gallagher)
- Phoenix '55 (1955)
- Fallen Angels (1956; 1966)
- Desk Set (1957)
- Copper and Brass (1957)
- Wonderful Town (1958)
- The Girls Against the Boys (1959)
- Do Re Mi (1960–1962)
- Everybody Loves Opal (1962)
- Folies Bergère (1964)
- UTBU (1966) (as director)
- Luv (1967)
- The Cherry Orchard (1968)
- The Cocktail Party (1968)
- A Funny Thing Happened on the Way to the Forum (1971)
- Sondheim: A Musical Tribute (1973)